# Callirhoé (roman)
Pour les articles homonymes, voir Callirhoé.
Callirhoé est un roman fantastique publié par l'écrivain et artiste français Maurice Sand en 1863. Le surnaturel du roman est lié aux recherches archéologiques des personnages principaux, ce qui rattache également le roman au genre du « roman scientifique ».

## Résumé
Le narrateur, Auguste Cadanet, a rassemblé un dossier sur la vie d'un ami mort depuis peu, Marc Valéry, dont la personnalité et l'étrange aventure l'ont profondément marqué. Il entrecoupe son récit de lettres et de documents, en particulier du journal intime de Marc. Les faits principaux qu'il relate se déroulent dans les années 1850, en France, dans le Berry, au château de Saint-Jean. Marc Valéry se passionne pour plusieurs sujets de recherche, dont les vies antérieures et l'archéologie. Bien fait de sa personne, il éveille des sentiments chez deux jeunes femmes, Marguerite et son amie Fanny. Plusieurs découvertes archéologiques dans la région suscitent la passion des archéologues professionnels et amateurs, à commencer par Marc : une plaque de bronze portant une inscription consignant un serment, puis une superbe statue antique représentant une femme dont une inscription indique le nom, Callirhoé, marque le début d'une série d'événements étranges et apparemment surnaturels qui mettent à rude épreuve la santé mentale de Marc.

## Histoire éditoriale
Callirhoé est publié à Paris et Naumbourg aux éditions Paetz en 1863. Il est édité à Paris aux éditions Michel Lévy frères en 1864.

## Analyse
Callirhoé appartient au courant littéraire du fantastique, mais il a aussi été qualifié de « roman scientifique » en raison de l'ancrage de l'intrigue dans l'érudition de Maurice Sand et de la large place donnée à l'archéologie.

### Édition critique du roman
- Maurice Sand, Callirhoé, édition critique par Claire Le Guillou, Limoges, Les Ardents éditeur, 2009.  (ISBN 978-2-917032-14-5)

### Exposition
- Lise Bissonnette (dir.), Maurice Sand, une science de la chimère, Musée George Sand et de la Vallée noire (La Châtre), 20 mai — 1er octobre 2017.